# Municipio de Tlahuelilpan
El municipio de Tlahuelilpan es uno de los ochenta y cuatro municipios que conforman el estado de Hidalgo, en México. La cabecera municipal y localidad más poblada es Tlahuelilpan.
El municipio se localiza al sur poniente del territorio hidalguense entre los paralelos 20°6′ y 20°10′ de latitud norte; los meridianos 99°9′ y 99°15′ de longitud oeste; con una altitud entre 2100 y 2200 m s. n. m. Este municipio cuenta con una superficie de 31.50 km², y representa el 0.15 % de la superficie del estado; dentro de la región geográfica denominada como Valle del Mezquital.
Colinda al norte con los municipios de Tezontepec de Aldama y Mixquiahuala de Juárez; al este con el municipio de Tetepango; al sur con los municipios de Tetepango y Tlaxcoapan; al oeste con los municipios de Tlaxcoapan y Tezontepec de Aldama.
Tlahuelilpan se considera dentro de los municipios metropolitanos de la zona metropolitana de Tula, integrada también por los municipios de Tula de Allende, Atitalaquia, Atotonilco de Tula y Tlaxcoapan, siendo Tula de Allende el municipio central.

## Toponimia
La palabra Tlahuelilpan proviene del náhuatl Tlaualilpan; por lo que su significado es «En donde se riegan las tierras». Otro significado es Tlalli 'tierra', ahuilia 'regar' (que nominalizado se convierte en ahuilil 'regado'), y el sufijo locativo -pan 'sobre' «Sobre la tierra regada».

## Geografía

### Relieve e hidrográfica
En cuanto a fisiografía se encuentra dentro de las provincias del Eje Neovolcanico; dentro de la subprovincia Llanuras y Sierras de Querétaro e Hidalgo. Su territorio es llanura (57.0 %) y sierra (43.0 %). Su espacio geográfico, poco accidentado presenta un cerro de considerable importancia nombrado el cerro del Águila.
En cuanto a su geología corresponde al periodo neógeno (75.81 %), cuaternario (11.0 %). Con rocas tipo ígnea extrusiva: volcanoclástico (44.81%), basalto-brecha volcánica básica (28.0%) y brecha volcánica básica (3.0%); suelo: aluvial (11.0%). En cuanto a cuanto a edafología el suelo dominante es vertisol (59.81%), leptosol (26.0%) y phaeozem (1.0%).
En lo que respecta a la hidrología se encuentra posicionado en la región hidrológica del Pánuco; en las cuencas del río Moctezuma; dentro de las subcuenca del río Salado (72.0%) y río Tula (28.0%).

### Clima
El municipio presenta en toda su extensión un clima Semiseco templado (100.0%). Presenta generalmente un clima templado y registra una temperatura media anual de alrededor de los 17 °C, su precipitación pluvial total asciende a los 675 milímetros por año, y el período de lluvias es mucho más marcado de junio a septiembre.

### Ecología
En flora su vegetación se compone por sabinos de monumentales dimensiones, además de ahuehuetes, eucaliptos y pirules. En cuanto a fauna se cuenta con tlacuaches, zorrillos, liebres, conejos, ardillas, serpientes coralillo y cascabel, lagartijas, pájaros de diferentes especies, camaleones, ratones de campo, insectos y una notable variedad de arácnidos.

## Demografía

### Población
De acuerdo a los resultados que presentó el Censo Población y Vivienda 2020 del INEGI, el municipio cuenta con un total de 19 067 habitantes, siendo 9304 hombres y 9763 mujeres. Tiene una densidad de 604.8 hab/km², la mitad de la población tiene 29 años o menos, existen 95 hombres por cada 100 mujeres.
El porcentaje de población que habla lengua indígena es de 0.64 %, el porcentaje de población que se considera afromexicana o afrodescendiente es de 2.23 %. Tiene una Tasa de alfabetización de 99.5 % en la población de 15 a 24 años, de 95.7 % en la población de 25 años y más. El porcentaje de población según nivel de escolaridad, es de 3.2 % sin escolaridad, el 56.6 % con educación básica, el 24.1 % con educación media superior, el 16.1 % con educación superior, y 0.0 % no especificado.
El porcentaje de población afiliada a servicios de salud es de 65.8 %. El 30.2 % se encuentra afiliada al IMSS, el 60.8 % al INSABI, el 6.2 % al ISSSTE, 0.2 % IMSS Bienestar, 2.4 % a las dependencias de salud de PEMEX, Defensa o Marina, 0.4 % a una institución privada, y el 0.4 % a otra institución. El porcentaje de población con alguna discapacidad es de 5.4 %. El porcentaje de población según situación conyugal, el 28.6 % se encuentra casada, el 32.1 % soltera, el 27.0 % en unión libre, el 6.2 % separada, el 1.2 % divorciada, el 4.9 % viuda.
Para 2020, el total de viviendas particulares habitadas es de 4917 viviendas, representa el 0.6 % del total estatal. Con un promedio de ocupantes por vivienda 3.7 personas. Predominan las viviendas con tabique y block. En el municipio para el año 2020, el servicio de energía eléctrica abarca una cobertura del 99.2 %; el servicio de agua entubada un 71.3 %; el servicio de drenaje cubre un 98.1 %; y el servicio sanitario un 98.1 %.

### Localidades
Para el año 2020, de acuerdo al Catálogo de Localidades, el municipio cuenta con 15 localidades.
| Código INEGI | Localidad                                | Población (2020) | Porcentaje (%) | Ámbito Población | Categoría Población |
| ------------ | ---------------------------------------- | ---------------- | -------------- | ---------------- | ------------------- |
| 130700001    | Tlahuelilpan                             | 8657             | 45.40          | Urbana           | Cabecera municipal  |
| 130700003    | Colonia Cuauhtémoc                       | 4517             | 23.69          | Urbana           | Comunidad           |
| 130700002    | Munitepec de Madero                      | 3046             | 15.98          | Urbana           | Comunidad           |
| 130700014    | Cerro de la Cruz                         | 1732             | 9.08           | Rural            | Comunidad           |
| 130700019    | El Salitre                               | 420              | 2.20           | Rural            | Rural               |
| 130700028    | Cerro el Gavilán                         | 159              | 0.83           | Rural            | Rural               |
| 130700015    | La Media Luna                            | 130              | 0.68           | Rural            | Rural               |
| 130700024    | Guadalupe (Cerro del Tezontle) [Colonia] | 126              | 0.66           | Rural            | Rural               |
| 130700023    | Cerro de Gómez [Colonia]                 | 114              | 0.60           | Rural            | Rural               |
| 130700021    | Dexhe                                    | 90               | 0.47           | Rural            | Rural               |
| 130700020    | Bugambilias [Rancho]                     | 48               | 0.25           | Rural            | Rural               |
| 130700016    | La Mercadela                             | 12               | 0.06           | Rural            | Rural               |
| 130700027    | El Sauz                                  | 9                | 0.05           | Rural            | Rural               |
| 130700005    | Miravalle                                | 4                | 0.02           | Rural            | Rural               |
| 130700018    | La Providencia                           | 3                | 0.02           | Rural            | Rural               |

## Política
Se erigió como municipio el 28 de octubre de 1969. El Ayuntamiento está compuesto por: un presidente municipal, un síndico, ocho regidores, ocho comisiones, y tres delegados municipales. De acuerdo al Instituto Nacional electoral (INE) el municipio está integrado por nueve secciones electorales, de la 1369 a la 1377. Para la elección de diputados federales a la Cámara de Diputados de México y diputados locales al Congreso de Hidalgo, se encuentra integrado al distrito electoral federal 3 de Hidalgo y al distrito electoral local 14 de Hidalgo. A nivel estatal administrativo pertenece a la Macrorregión III y a la Microrregión I, además de a la Región Operativa II Tula.

### Cronología de presidentes municipales
| Periodo                  | Nombre                         | Afiliación política        |
| ------------------------ | ------------------------------ | -------------------------- |
| 1970-1973                | Federico Lugo Serrano          | -                          |
| 1973-1976                | Mario Monroy Dorantes          | -                          |
| 1976                     | Silvestre Padilla García       | -                          |
| 1976-1979                | Guillermo Oviedo Urizar        | -                          |
| 1979-1982                | Modesto Monroy G.              | -                          |
| 1982-1985                | Horacio Cornejo Hernández      | -                          |
| 1985-1988                | Ernesto Jiménez Mendoza        | -                          |
| 1988-1991                | Bulfrano Copca Calva           | -                          |
| 1991-1994                | Hugo Meza Trejo                | -                          |
| 16/01/1994 al 15/01/1997 | Primitivo Valdés Rodríguez     | PARM                       |
| 16/01/1997 al 15/01/2000 | Jorge Lozano Hernández         | PRI                        |
| 16/01/2000 al 15/01/2003 | Rosendo Cruz Rufino            | PRI                        |
| 16/01/2003 al 15/01/2006 | Cutberto Cerón Hernández       | PRD                        |
| 16/01/2006 al 15/01/2009 | Ernesto Viveros Olguín         | PRI                        |
| 16/01/2009 al 15/01/2012 | Roberto Esparza Flores         | PRD                        |
| 16/01/2012 al 04/09/2016 | Jaime Moreno Contreras         | PRI                        |
| 05/09/2016 al 04/09/2020 | Juan Pedro Cruz Frías          | PT → MORENA                |
| 05/09/2020 al 14/12/2020 | Rolando Copca Rufino           | Concejo municipal Interino |
| 15/12/2020 al 13/01/2023 | José Alfredo Díaz Moreno       | PMC                        |
| 24/01/2023 al 04/09/2024 | Adrián Radamés Hernández López | PMC                        |
| 05/09/2024 al 04/09/2027 | Norma Leticia Reyes Reyes      | PT                         |

## Economía
En 2015 el municipio presenta un IDH de 0.767 Alto, por lo que ocupa el lugar 14.º a nivel estatal; y en 2005 presentó un PIB de $874,653,192.00 pesos mexicanos, y un PIB per cápita de $56,751.00 (precios corrientes de 2005).
De acuerdo con el Consejo Nacional de Evaluación de la Política de Desarrollo Social (Coneval), el municipio registra un Índice de Marginación Bajo. El 53.1% de la población se encuentra en pobreza moderada y 12.0% se encuentra en pobreza extrema. En 2015, el municipio ocupó el lugar 27 de 84 municipios en la escala estatal de rezago social.
A datos de 2015, en materia de agricultura en este municipio se cultiva, de mayor a menor en hectáreas sembradas; alfalfa verde (1505 ha), maíz (663 ha), fríjol (189 ha), avena forrajera (43 ha), calabacita (6 ha); y además destinan parte de la tierra para el cultivo de hortalizas de forma doméstica. En ganadería en este municipio se sacrifican mayormente ganado ovino (3162 cab.); bovino (1068 cab.); porcino (859 cab.); caprino (162 cab.); aves (6913 av.), comprendiendo aves para carne y huevo y guajolotes.
Para 2015 se cuenta con 985 unidades económicas, que generaban empleos para 2407 personas. En lo que respecta al comercio, se cuenta con un tianguis, dos tiendas Diconsa y una lecheras Liconsa; además de una central de abasto. De acuerdo con cifras al año 2015 presentadas en los censos económicos del INEGI, la Población Económicamente Activa (PEA) del municipio asciende a 8124 personas de las cuales 7873 se encuentran ocupadas y 251 se encuentran desocupadas. El 11.45%, pertenece al sector primario, el 25.02% pertenece al sector secundario, el 62.39% pertenece al sector terciario y el 1.14% no especificaron.